# 乡级人民政府
乡级人民政府是中华人民共和国乡级行政区所设的一级人民政府，即乡、镇、苏木人民政府，或合称乡镇政府:41:32:22。
它是中华人民共和国各级政府中的最末级:41。进入2000年代之后，其改革、存废问题成为中国舆论关注的焦点:32:22。

## 历史
秦汉以来，乡是隶属于县的行政区单位，但至清末，历代政府以县政府为基层政权，乡并不设置行政机构。中華民國建立后，以区公所、村里公所为乡镇自治单位。1929年6月，國民政府重订《县组织法》，隶属于县辖区的乡、镇设置公所，乡镇以下为保甲制。
1920年代，中国共产党在其根据地建立苏维埃政权。苏维埃全体代表会议是全乡（市区或市）最高政权机关。在全体代表会议闭会期间，由代表会议选出的主席团主持全乡政府机关的日常工作。抗日战争期间，中国共产党领导的抗日根據地政权通常分为边区、县、乡三级，乡级政权是为农村基层政权，包括乡参议会和乡政府委员会。第二次国共内战期间，老解放区政权机构和抗日战争时期大体相同；新解放区则陆续召开区、村（乡）两级人民代表会议，村（乡）人民代表会议是村（乡）最高政权机关，其执行机构为村（乡）行政委员会。
中华人民共和国建立后，乡和行政村并存，即小乡制。两者同为农村基层行政区域，乡、行政村设人民代表会议和人民政府。1954年初，中华人民共和国内务部发布《关于健全乡政权组织的指示》，对调整、加强乡政权作出新规定，即乡人民政府一般应按生产合作、文教卫生、治安保卫、人民武装、民政、财粮、调解等方面的工作，分设各种委员会。
1954年9月，第一届全国人民代表大会第一次会议通过《中华人民共和国宪法》，对乡级政权作出调整，撤销区公所，实行“乡、民族乡、镇”的建制。第53条规定“县、自治县分为乡、民族乡、镇”；第54条规定“乡、民族乡、镇设立人民代表大会和人民委员会”，人民委员会即人民政府，是人民代表大会的执行机关，是国家行政机关；第57条规定“乡、民族乡、镇的人民代表大会每届任期两年”。第一次以宪法形式把“乡、民族乡、镇”明确为中国最基层的政权组织，标志中国农村基层政权的初步定型。
1955年，政府取消供给制，实行货币工资制。乡级政府工作人员改变半官半民性质，由半脱产改为全脱产，成为专职行政官员。1958年，人民公社化运动中，通常以乡为单位建立农村人民公社。
1978年3月，第五届全国人民代表大会第一次会议通过新的《中华人民共和国宪法》。第33条规定，人民公社、镇设立人民代表大会和革命委员会。人民公社的人民代表大会和革命委员会是基层政权组织，又是集体经济的领导机构。第35条规定，人民公社、镇的人民代表大会每届任期两年；人民代表大会会议每年至少举行一次，由本级革命委员会召集。第37条规定，人民公社、镇革命委员会，即乡级人民政府，是其人民代表大会的执行机关，是国家行政机关。
1982年12月4日，第五届全国人民代表大会第五次会议通过新的《中华人民共和国宪法》，规定农村建立乡级行政区人民政府和基层群众性自治组织村民委员会，基层政权机构和地区性合作经济组织分开设立。12月31日，中共中央政治局讨论通过《当前农村经济政策的若干问题》，实行政社分设。
1983年10月12日，中共中央、国务院发出《关于实行政社分开建立乡政府的通知》指出，当前的首要任务是把政社分开，建立乡政府[……]乡人民政府建立后，要按照《中华人民共和国地方各级人民代表大会和地方各级人民政府组织法》的规定行使职权，领导本乡的经济、文化和各项社会建设，作好公安、民政、司法、文教卫生、计划生育等工作；政社分开以后，经济体制的改革继续按照中共中央1983年1号文件的精神进行；随着乡政府的建立，应当建立乡一级财政和相应的预决算制度，明确收入来源和开支范围。

## 现状
在黨國體制下，同一行政区的中共党委为本行政区的领导机关，乡级人民政府定义为国家基层政权组织。

### 机构和职位
相关研究者总结乡镇政府的职能即负责管理本辖区的各项社会事务，维护本地社会治安，协调各部门关系，规划和指导全乡社会事业和经济发展等:41。
乡镇政府的行政级别为正科级。其机构和职位设置，以1997年江西省宁都县乡镇党政机构改革方案为例，乡镇政府依照一、二、三类设置机构和职位。其中，二类乡镇政府下设一个办公室，有十三个职位。此外，宁都县另有26个乡级事业单位。除宁都县政府机构直接管理的外，属乡政府管理的事业单位有12个，分别计生办、计生服务所、民政所、企业办、文化站、广播站、果茶站、经管站、水产站、劳动服务站、法律服务所、村建规划所等:41。
乡镇政府的行政长官即乡长、镇长，并设有副职。1980年代时，乡（镇）长、副乡（镇）长连续任职已不能超过两届。选举方法逐步由等额选举改为差额选举。

### 存废问题
1994年分税制改革、2000年代农村税费改革后，乡级人民政府的行政面对诸多因难和问题。乡级人民政府的改革、存废，成为舆论关注的焦点:32:22。
有研究者总结，共有三种代表意见：一是早期的主导性意见，即主张加强乡镇政府，将它建设成为一级完备（或完全）的基层政府组织；二是主张虚化乡镇政府:32，即实行“县政、乡派、村治”:22，将它改为县级人民政府的派出机构——乡镇公所；三是主张撤销乡镇政府，实行类似村民自治的社区性“乡镇自治”:32。